# Молибдат никеля(II)
Молибдат никеля(II) — неорганическое соединение,
соль никеля и молибденовой кислоты
с формулой NiMoO4,
зелёные кристаллы.

## Получение
- Спекание оксидов никеля(II) и молибдена(VI):

{\displaystyle {\mathsf {NiO+MoO_{3}\ \xrightarrow {T} \ NiMoO_{4}}}}

## Физические свойства
Молибдат никеля(II) образует зелёные кристаллы нескольких модификаций:
- α-NiMoO4, моноклинная сингония,  параметры ячейки a = 0,95741 нм, b = 0,87440 нм, c = 0,76552 нм, β = 114,136°, Z = 8 [1];
- β-NiMoO4, моноклинная сингония,  параметры ячейки a = 1,013 нм, b = 0,9280 нм, c = 0,7020 нм, β = 107,20°, Z = 8;
- γ-NiMoO4.

Гидротермальным синтезом получен кристаллогидрат NiMoO4•x H2O.

## Химические свойства
- Водородом при температуре 400-600°С восстанавливается до оксидов NiO, MoO2 и Mo2O5 [3].

- Сероводородом сульфидируется до NiMoSx.

## Применение
- Катализатор окислительного дегидрирования алканов.